# 510
510 (DX) var ett normalår som började en fredag i den julianska kalendern.

## Händelser

### Okänt datum
- Heftaliterna erövrar Punjab, Gujarat och Malwa.
- Katedralen i Pula får sin första biskop, Antonius.

## Födda
- Xiaoming av Norra Wei, kejsare
- Xiaowu av Norra Wei, kejsare
- Yifu, kejsarinna

## Avlidna
- Hashim, anfader till Muhammed och hashemiterna
- Tato, kung över langobarderna (omkring detta år)